# Middle East Airlines
Middle East Airlines - Air Liban (arabisch طيران الشرق الأوسط Tayarān asch-Scharq al-ausat, DMG Ṭayarān aš-šarq al-awsaṭ, im Außenauftritt kurz auch MEA) ist die nationale Fluggesellschaft des Libanon mit Sitz in Beirut und Basis auf dem Flughafen Beirut. Sie ist Mitglied der Arab Air Carriers Organization sowie der Luftfahrtallianz SkyTeam.

## Geschichte

### Air Liban
Air Liban wurde im April 1945 als Compagnie Générale de Transports - CGT (oder CGDT) gegründet. Sie betrieb anfangs Junkers Ju 52. Bald kamen Douglas DC-3 hinzu.
Im Jahr 1947 umfasste das Streckennetz bereits Ziele in Europa und vor allem Afrika. In Europa wurden aufgrund der traditionell engen Verbindungen mit Frankreich Marseille, Lyon und Paris angeboten. Im Jahr 1951 wurde der Firmenname dann in Air Liban geändert.
Ebenso wie die meisten Ju 52 wurden im Jahr 1953 drei viermotorige Mittelstreckenflugzeuge des Typs Sud-Est SE.161 Languedoc von Air France übernommen. Von diversen britischen Gesellschaften wurden von 1953 bis 1955 fünf gebrauchte Avro York erworben, im Juni 1954 kamen zwei Douglas DC-4 und von 1957 bis 1958 noch drei Douglas DC-6 hinzu.
In den Jahren 1961 und 1962 wurde je eine Sud Aviation Caravelle von Air France bzw. der belgischen Sabena gemietet und mit libanesischen Luftfahrzeugkennzeichen betrieben. Diese modernen Strahlflugzeuge wurden zunächst nach Rom und Paris eingesetzt. In der letzten Flugplanperiode 1963, vor dem Zusammenschluss mit Middle East Airlines, wurden mit Caravelle zusätzlich Dschidda, Khartum, Doha, Kairo und Kuwait angeflogen, außerdem mit Douglas DC-3 Aleppo und mit DC-4 Nikosia sowie Jerusalem. Die DC-6 wurden ebenfalls nach Kairo und Jerusalem sowie über Khartum, Kano, Lagos und Abidjan nach Monrovia-Robertsfield (Liberia) eingesetzt.

### Middle East Airlines
Die 1945 gegründete Middle East Airlines - MEA begann mit ersten Flugrouten zwischen Beirut und Syrien, Britisch-Zypern sowie Ägypten, und später nach Saudi-Arabien, Kuwait und in die Golfregion. Wie ein großer Teil von Fluggesellschaften nach dem Zweiten Weltkrieg begann man den Flugbetrieb mit dem Einsatz von Douglas DC-3, von denen Tausende ehemaliger Militärtransporter als gebrauchte Exemplare billig auf den Markt kamen.
Zwischen 1945 und 1947 waren Flüge der MEA ab Beirut bevorzugtes Transportmittel für zionistische Politiker aus Palästina wie David Ben Gurion und Mosche Scharett, denen die britische Militärregierung Flüge von palästinensischem Territorium untersagt hatte. In den 1950er Jahren war die MEA die gemeinsame Regionalfluggesellschaft von Pan Am und der BOAC, die die MEA mit Fluggerät ausstatteten. Daher resultiert auch der Name der Gesellschaft. Beirut war in dieser Zeit das regionale Drehkreuz für Flüge in den gesamten Nahen Osten, speziell in die Golfregion.
Nach dem Erwerb einer einzelnen Bristol 170 kamen ab 1955 etliche Flugzeuge der Typen Avro York, Handley Page Hermes und Vickers Viscount zur Flotte. Die Viscounts wurden außer im Nahen und Mittleren Osten auch nach Europa eingesetzt, unter anderem nach Frankfurt, Zürich und Wien. Die Avro York kamen für Frachtflüge nach Athen, Rom, Mailand, Basel und London sowie im Mittleren Osten zum Einsatz. Im Jahr 1960 wurden auch Pakistan und Indien in das Streckennetz aufgenommen.
Ab 1961 wurden mit de Havilland DH.106 Comet und Boeing 720 die ersten Strahlflugzeuge hinzu.
In der letzten Flugplanperiode 1963, vor dem Zusammenschluss mit Air Liban, wurden mit Comet außerhalb des Mittleren Ostens Frankfurt, Genf, London und Rom sowie Karatschi und Bombay angeflogen, während Wien, Athen, Kairo, Nikosia und Jerusalem weiterhin mit Viscount bedient wurden. Auch die betagte DC-3 kam noch nach Aleppo zum Einsatz.

### Middle East Airlines – Air Liban

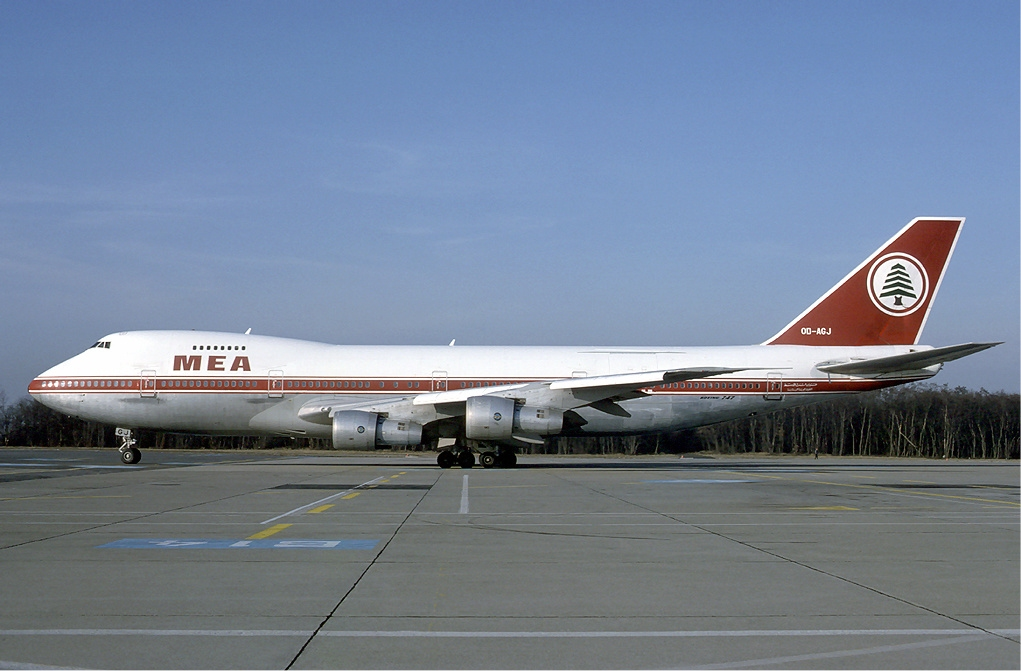
Boeing 747-200 der MEA im Jahr 1984

Nach der Fusion mit Air Liban am 7. Juni 1963 lautete der vollständige Name Middle East Airlines – Air Liban. Im selben Jahr übernahm MEA auch Lebanese International Airways. Das Streckennetz wurde auf weitere Ziele in Europa, Naher Osten und Afrika ausgeweitet. Im November 1965 wurde „Air Liban“ wieder aus dem Namen gestrichen.
Am 28./29. Dezember 1968 landeten israelische Kommandos auf dem Beiruter Flughafen und sprengten 14 Flugzeuge verschiedener libanesischer Fluggesellschaften, darunter auch 8 Maschinen der MEA (siehe unter Totalschäden durch kriegerische Handlungen).
Während des libanesischen Bürgerkriegs 1975 bis 1990 war der Flughafen von Beirut öfter geschlossen. In dieser Zeit vermietete die Gesellschaft wiederholt Fluggerät und Personal an andere Fluggesellschaften. Danach konnte der reguläre Betrieb wieder aufgenommen werden.

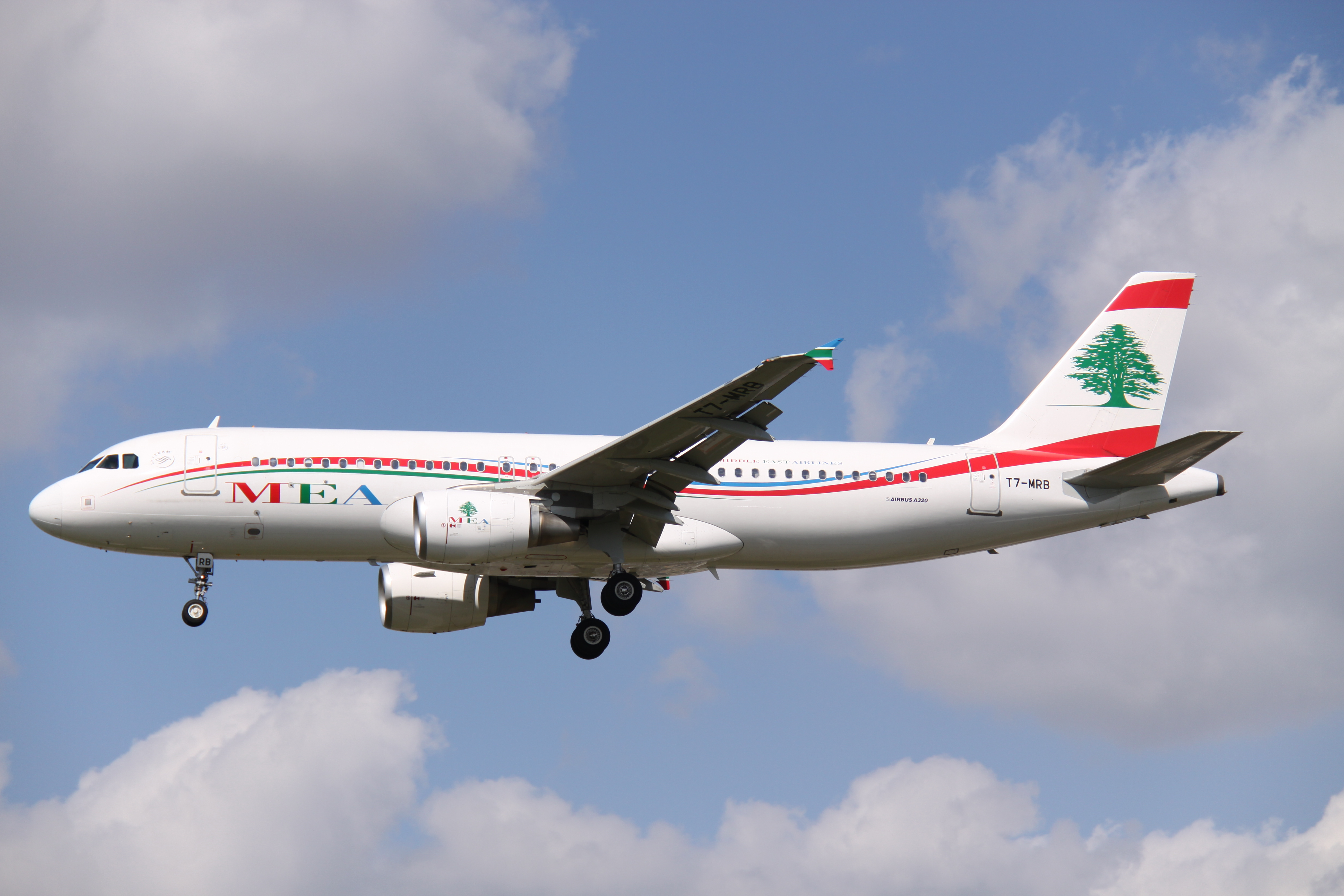
Airbus A320-200 der MEA

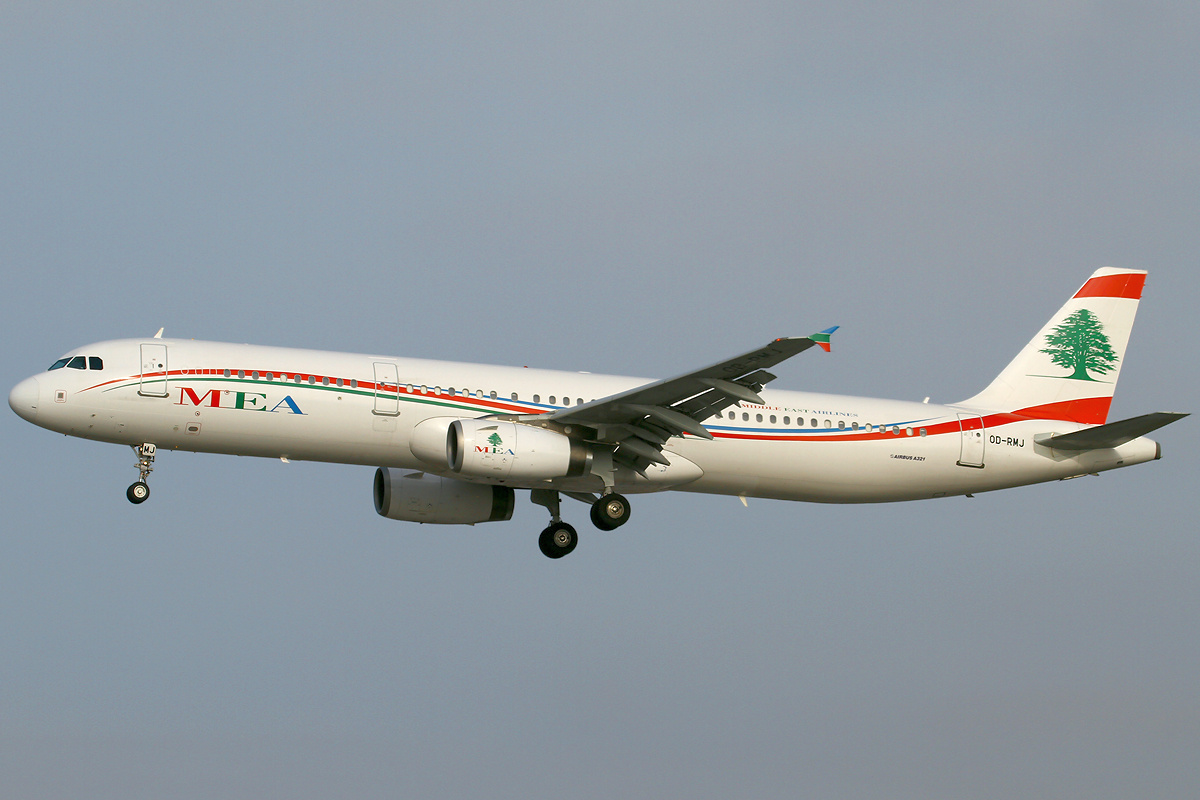
Airbus A321-200 der MEA

Ab 1998 musste die Gesellschaft eine größere Restrukturierung durchlaufen; nach einem Verlust von 87 Millionen US-Dollar im Jahr 1997 wurde 2002 der Turnaround erreicht und fortan positive Betriebsergebnisse erzielt.
Am 13. Juli 2006 wurde im Zuge der Israel-Libanon-Krise der Flughafen Beirut von israelischen Raketen getroffen. Die drei Startbahnen erlitten dabei schwere Schäden, weshalb der Flughafen vorübergehend geschlossen wurde. Dennoch gelang es der MEA, fünf ihrer Flugzeuge über eine Rollbahn zu evakuieren. Im selben Jahr wurden am Flughafen Beirut sogenannten Self-Service-Check-in-Automaten eröffnet. Weiterhin wurde mit sechs weiteren arabischen Fluggesellschaften die Regionalflugallianz Arabesk Airline Alliance gegründet.
Ein seit 2005 angedachter Börsengang wurde ab 2012 nicht weiter verfolgt, ebenso wurde eine damals erwogene Beteiligung an der zypriotischen Cyprus Airways verworfen.
Zum 28. Juni 2012 trat Middle East Airlines der Luftfahrtallianz SkyTeam bei, was bereits im Januar 2011 bekannt gegeben wurde.
Im Herbst 2024 war die MEA die einzige Fluggesellschaft, die noch während des Bombardements des Libanon (insbesondere von Beirut) durch die israelischen Streitkräfte das Land bzw. den Flughafen Beirut anflog, um Menschen aus dem Libanon auszufliegen.

## Flugziele
MEA betreibt ein Netzwerk an zahlreichen Zielen im Nahen Osten, in Europa und in Afrika. In Deutschland und der Schweiz werden derzeit Düsseldorf, Frankfurt und Genf angeflogen.

## Flotte

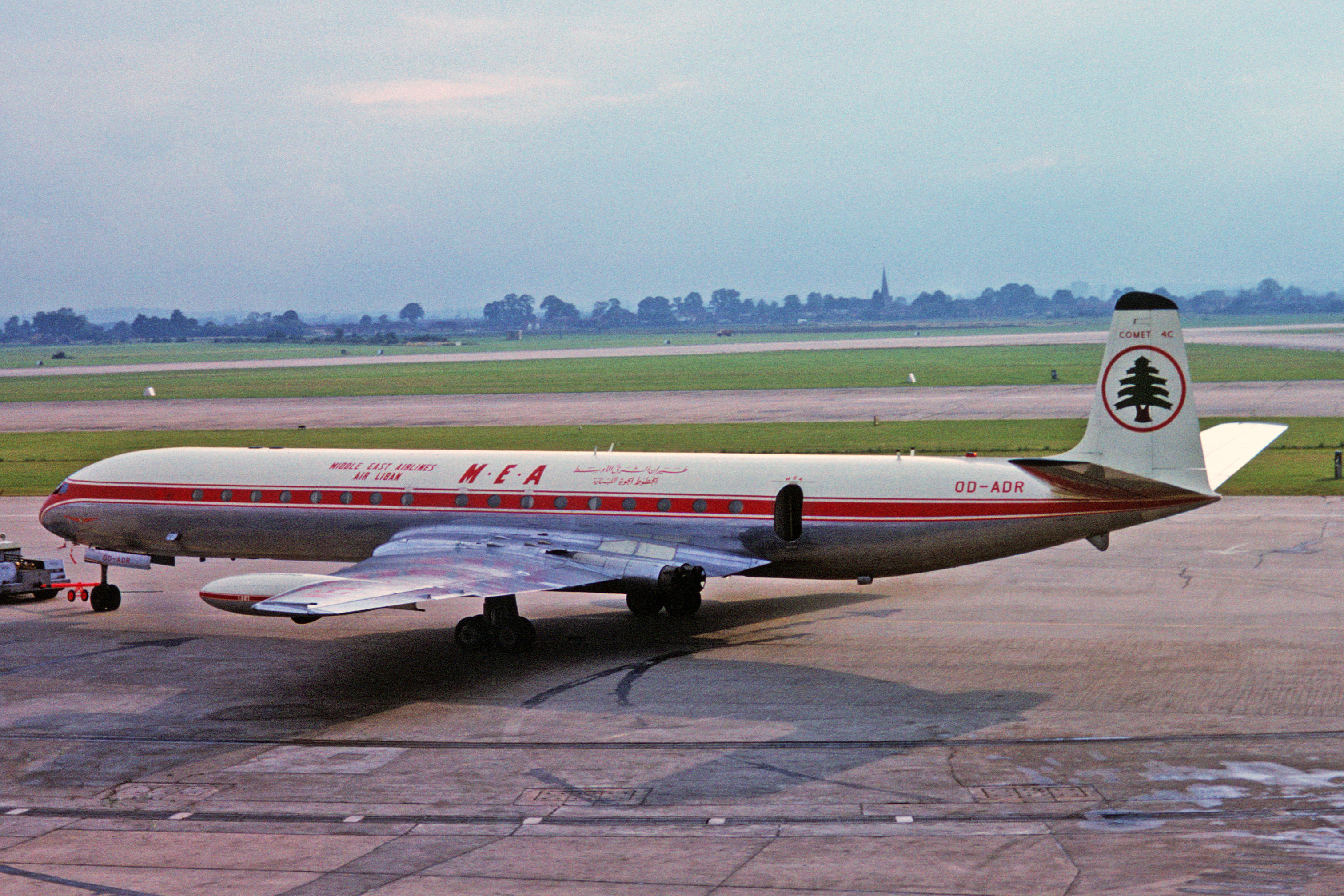
Comet 4C der MEA im Jahr 1963

### Aktuelle Flotte
Mit Stand November 2024 besteht die Flotte der Middle East Airlines aus 22 Flugzeugen mit einem Durchschnittsalter von 9,3 Jahren:

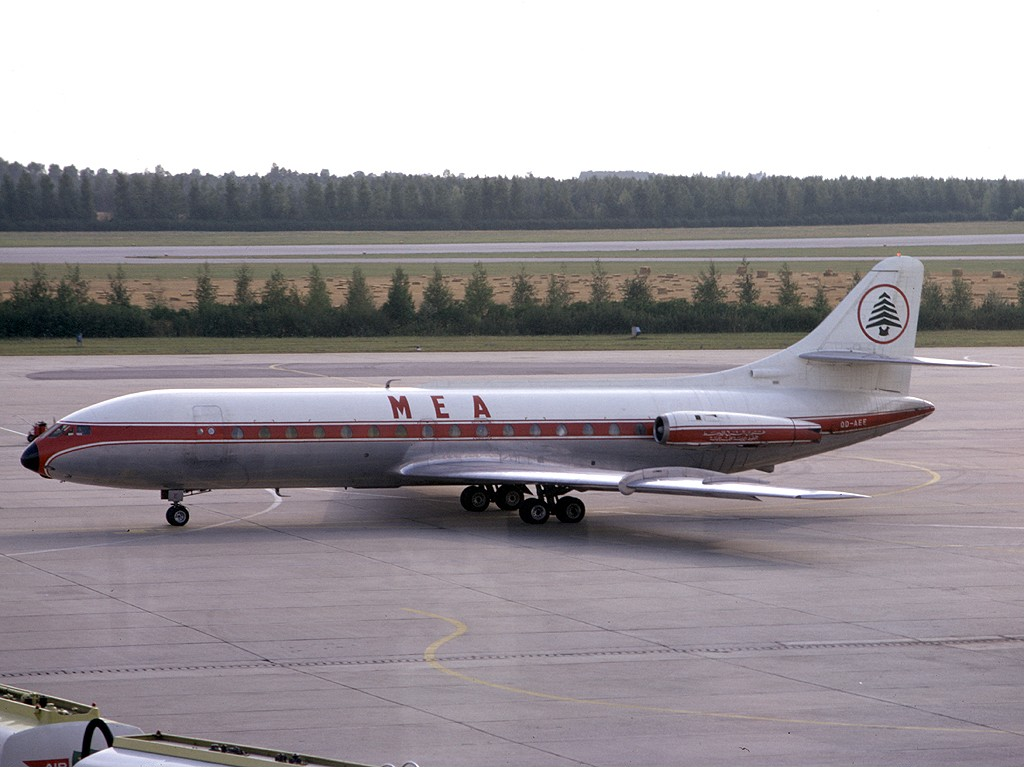
Sud Aviation Caravelle der MEA im Jahr 1968

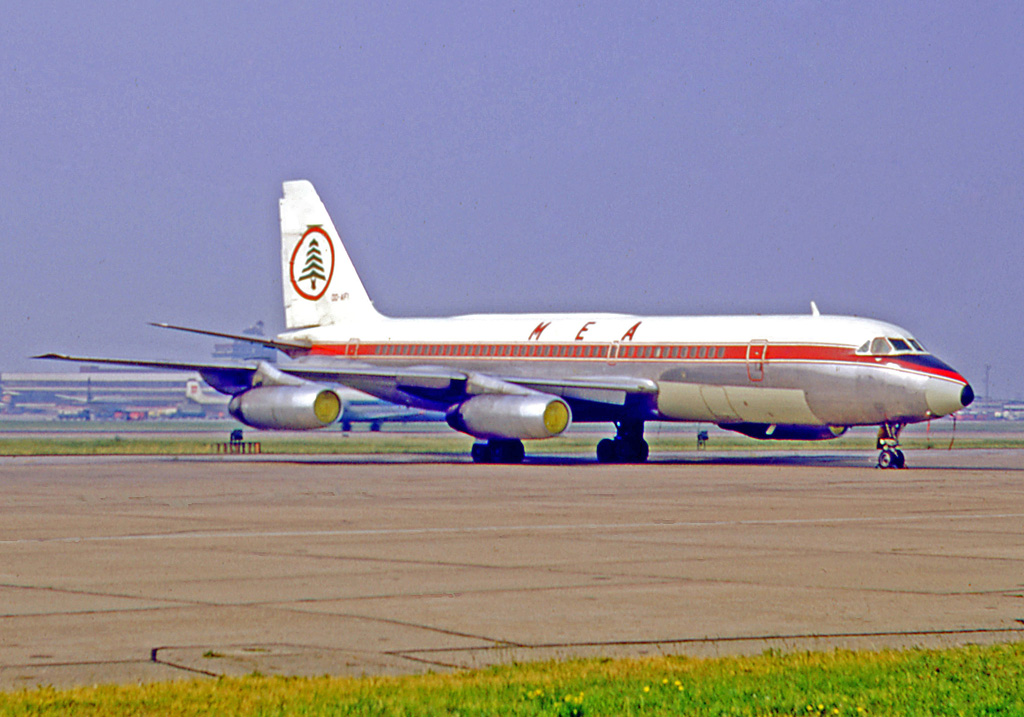
Convair CV-990 der MEA im Jahr 1970

| Flugzeugtyp     | Anzahl | bestellt | Anmerkungen                                                                                      | Sitzplätze (Business/Economy) | Durchschnittsalter |
| --------------- | ------ | -------- | ------------------------------------------------------------------------------------------------ | ----------------------------- | ------------------ |
| Airbus A320-200 | 08     |          | T7-MRD in SkyTeam-Sonderbemalung; OD-MRL ist das 5.000 gebaute Flugzeug der Airbus-A320-Familie. | 126 (24/102)                  | 13,9 Jahre         |
| Airbus A321neo  | 10     | 1        | sechs inaktiv; T7-ME3 ist das 10.000 gebaute Flugzeug der Airbus-A320-Familie.                   | 160 (28/132)                  | 3,7 Jahre          |
| Airbus A321XLR  |        | 4        |                                                                                                  | – offen –                     |                    |
| Airbus A330-200 | 04     |          | einer inaktiv                                                                                    | 244 (44/200)                  | 14,0 Jahre         |
| Airbus A330-900 |        | 4        | Auslieferung ab 2026                                                                             | – offen –                     |                    |
| Gesamt          | 22     | 9        |                                                                                                  |                               | 9,3 Jahre          |

### Ehemalige Flugzeugtypen
In der Vergangenheit betrieben Air Liban und Middle East Airlines folgende Flugzeugtypen:
- Airbus A300-600
- Airbus A310-200/300
- Airbus A321-200
- Airbus A330-900
- Avro York
- Boeing 707
- Boeing 720
- Boeing 747-100/200
- Bristol 170 Freighter
- Convair CV-990
- De Havilland Comet 4
- Douglas DC-3/C-47
- Douglas DC-4
- Douglas DC-6
- Junkers Ju 52
- SNCASE SE.161 Languedoc
- Sud Aviation Caravelle
- Vickers VC10
- Vickers Viscount

## Eigentumsverhältnisse und Tochterunternehmen
Middle East Airlines ist mittels der libanesischen Zentralbank zu mehr als 99 % in Staatseigentum und betreibt die Tochterunternehmen MEAG Middle East Airlines Ground Handling für die Bodenabfertigung, MASCO Mideast Aircraft Services Company für die Luftfahrzeug-Instandhaltung, Cedar Executive als Gesellschaft für Geschäftsflugverkehr, MEAS Middle East Airports Services für Facilitymanagement und LBACC The Lebanese Beirut Airport Catering Company als Caterer.

## Zwischenfälle
Von 1948 bis Oktober 2018 kam es bei Middle East Airlines zu 27 Totalschäden von Flugzeugen. Bei 4 davon kamen 236 Menschen ums Leben. Von den Totalverlusten waren allerdings 20 auf kriegerische Handlungen zurückzuführen, wobei eine Person ums Leben kam. Beispiele:

### Totalschäden im flugbetrieblichen Zusammenhang
- Am 6. Januar 1954 geriet eine Sud-Est SE.161 Languedoc (Luftfahrzeugkennzeichen OD-ABU) der Air Liban auf dem Flughafen Beirut beim Start nach Kuwait infolge eines Triebwerkschadens von der Startbahn ab, wobei das Fahrgestell zusammenbrach und die Maschine ausbrannte. Alle fünf Besatzungsmitglieder und vier Passagiere überlebten.[25]

- Am 29. September 1958 verschwand eine Avro York der MEA (OD-ADB) auf einem Frachtflug vom Flughafen Beirut nach Rom-Ciampino spurlos über dem Mittelmeer. Alle fünf Besatzungsmitglieder werden seither vermisst.[26]

- Am 27. Mai 1960 verunglückte eine Avro York C.1 der Air Liban (OD-ACD) beim Start vom Flughafen Teheran-Mehrabad (Iran). Alle Insassen überlebten. Am Flugzeug entstand Totalschaden. Nähere Einzelheiten sind nicht bekannt.[27]

- Am 1. Februar 1963 kollidierte eine Vickers 754D Viscount der MEA (OD-ADE) mit einer von der türkischen Luftwaffe betriebenen Douglas DC-3/C-47A-80-DL (CBK-28) über der Stadt Ankara. Die Viscount befand sich im Anflug auf den Flughafen Ankara-Esenboğa. Die Flugzeuge stürzten in verschiedene Stadtgebiete, unter anderem in einen stark belebten Marktplatz. Neben allen an Bord der beiden Flugzeuge befindlichen 17 Personen (14 in der Viscount, 3 in der DC-63) starben 87 Menschen am Boden (siehe auch Middle-East-Airlines-Flug 265).[28][29]

- Am 17. April 1964 flog eine Sud Aviation Caravelle III der MEA (OD-AEM) im Anflug auf den Flughafen Dhahran (Saudi-Arabien) 19 Kilometer südsüdöstlich davon ins Meer. Während eines Sandsturms herrschte bei dem nächtlichen Anflug eine Sicht von 900 m. Alle 49 Insassen kamen ums Leben.[30]

- Am 21. April 1964 brach unter einer Vickers Viscount 754D der MEA (OD-ACX) beim Rollen auf dem ägyptischen Flughafen El Arisch ein Teil des Rollwegs zusammen. Die Schäden an Rumpf, Propellern und Triebwerken waren irreparabel. Menschen kamen nicht zu Schaden.[31]

- Am 9. Januar 1968 kam es mit einer Boeing 720 der Ethiopian Airlines (ET-AAG), die von MEA geleast war, auf dem Flughafen Beirut zu einer harten Landung auf dem Bugfahrwerk. Es herrschte starker Regen und Windböen mit bis zu 45 Knoten. Das Bugfahrwerk brach zusammen; es entstand ein Feuer, welches letztlich die Maschine zerstörte. Alle 49 Insassen blieben unversehrt.[32]

- Am 1. Januar 1976 explodierte im vorderen Gepäckraum einer Boeing 720 der MEA (OD-AFT) auf dem Flug von Beirut nach Dubai eine Bombe. Das Flugzeug stürzte 37 Kilometer nordwestlich von Qaisumah (Saudi-Arabien) in die Wüste, wobei alle 81 Insassen ums Leben kamen.[33]

### Totalschäden durch kriegerische Handlungen

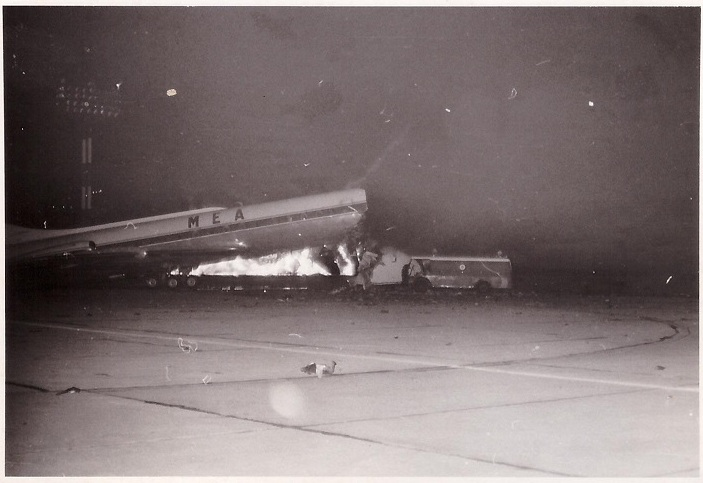
Sud Aviation Caravelle der MEA, am 29. Dezember 1968 während der Operation Gift in Beirut zerstört

In der Nacht vom  28. auf den 29. Dezember 1968 landeten israelische Kommandotruppen auf dem Beiruter Flughafen („Operation Gift“)  und sprengten 14 Flugzeuge verschiedener, meist libanesischer Fluggesellschaften, darunter auch 8 Maschinen der MEA, sowie Treibstofflager als Vergeltung für einen palästinensischen Angriff auf ein israelisches Flugzeug am 26. Dezember 1968 in Athen.
Im Einzelnen wurden bei dieser Aktion folgende Flugzeuge der Middle East Airlines zerstört oder irreparabel beschädigt:
- 1× Boeing 707 (Luftfahrzeugkennzeichen OD-AFC)
- 3× De Havilland Comet 4 (OD-ADQ, OD-ADR, OD-ADS)
- 2× Sud Aviation Caravelle (OD-AEE, OD-AEF)
- 1× Vickers Viscount (OD-ACT)
- 1× Vickers VC10 (9G-ABP, gemietet von Ghana Airways).

Neben der Kommandoaktion 1968 wurden in den Jahren 1976, 1981, 1982, 1985 und 1987 auf dem Flughafen Beirut durch Kriegs- oder einzelne Terrorhandlungen etliche Flugzeuge am Boden zerstört:

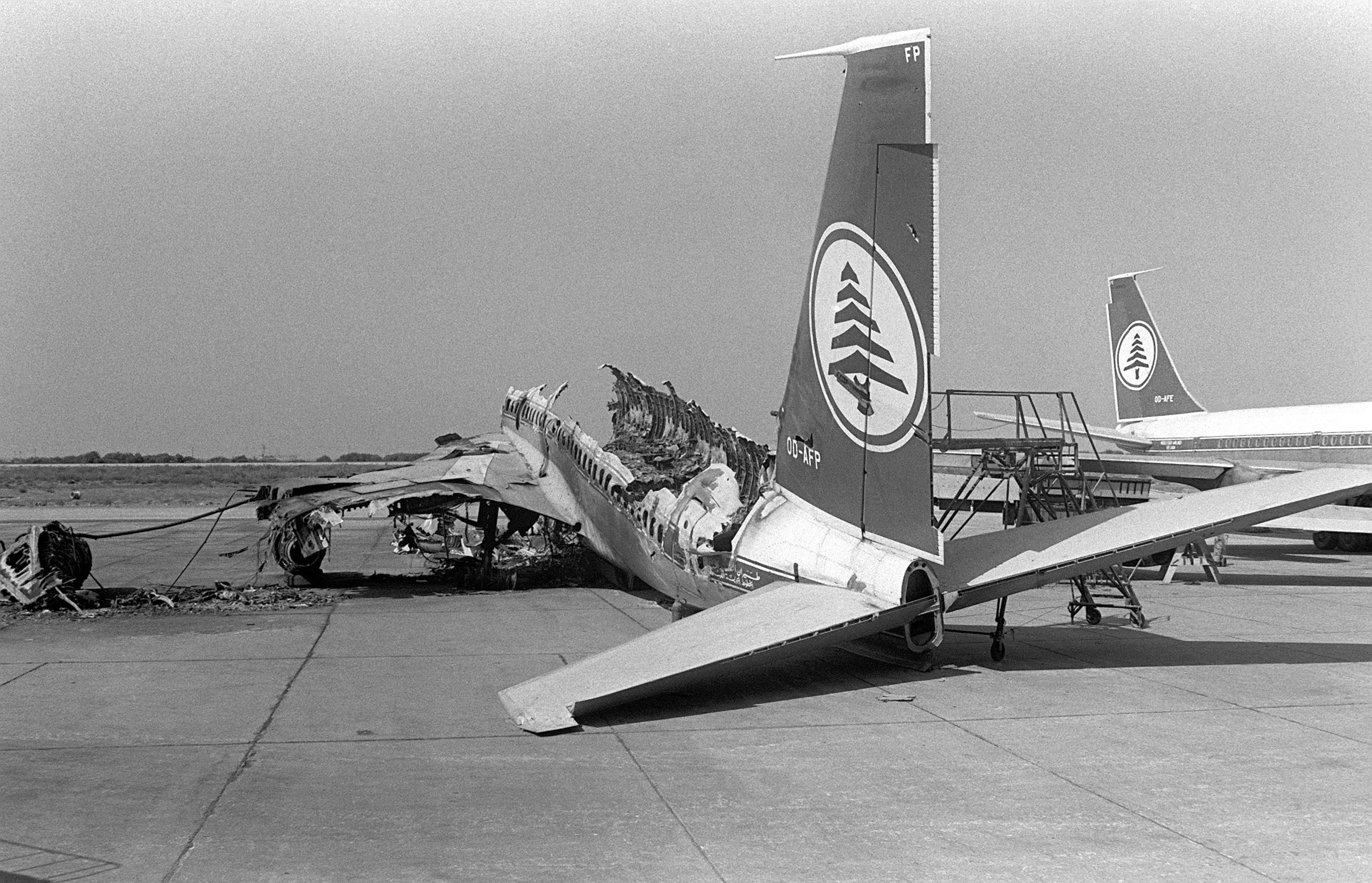
Boeing 707 OD-AFP der MEA, am 12. Juni 1982 während der kriegerischen Auseinandersetzungen in Beirut zerstört

- Am 27. Juni 1976 wurde eine Boeing 720-047B der Middle East Airlines (MEA) (OD-AGE) auf dem Flughafen Beirut durch Beschuss mit Raketen und Granaten zerstört, kurz nachdem die Passagiere ausgestiegen waren. Eines der drei noch an Bord befindlichen Besatzungsmitglieder wurde getötet.[35]

- Am 31. August 1981 explodierte an Bord einer Boeing 720-023B der Middle East Airlines (MEA) (OD-AFR) auf dem Flughafen Beirut kurz nach der Ankunft aus Libyen eine Sprengladung mit etwa 5 Kilogramm Dynamit. Das Flugzeug wurde zerstört.[36]

- Am 12. Juni 1982 wurde eine Boeing 720-023B der Middle East Airlines (MEA) (OD-AFP) auf dem Flughafen Beirut durch israelischen Beschuss mit Granaten zerstört.[37]

- Am 16. Juni 1982 wurden vier Flugzeuge auf dem Flughafen Beirut durch israelischen Beschuss mit Granaten zerstört. Ziel war es, in Beirut verbliebene Mitglieder der PLO an der Flucht über den Flughafen zu hindern. Folgende Flugzeuge waren betroffen:
  - Eine Boeing 707 (OD-AFB), drei Boeing 720 (OD-AFU, OD-AFW, OD-AGR).[38][39][40][41]

- Am 1. August 1982 wurde eine Boeing 720-047B der Middle East Airlines (MEA) (OD-AGG) auf dem Flughafen Beirut bei einem Bombenangriff zerstört.[42]

- Am 1. Juni 1983 wurde eine Boeing 720-023B der Middle East Airlines (MEA) (OD-AFO) auf dem Flughafen Beirut durch Beschuss mit Granaten zerstört.[43]

- Am 21. August 1985 wurden die beiden Boeing 720 OD-AFL (Boeing 720-047B) und OD-AGQ (Boeing 720-023B) der Middle East Airlines (MEA) auf dem Flughafen Beirut durch Beschuss mit Granaten zerstört.[44][45]

- Am 8. Januar 1987 wurde eine Boeing 707-323C (OD-AHB) der Middle East Airlines (MEA) auf dem Flughafen Beirut kurz nach der Landung durch Beschuss mit Granaten zerstört. Alle 126 Insassen überlebten den Angriff radikaler Palästinenser.[46]